# Daguioman
Daguioman è una municipalità di sesta classe delle Filippine, situata nella provincia di Abra nella Regione Amministrativa Cordillera.
Daguioman è formata da 4 baranggay:
- Ableg
- Cabaruyan
- Pikek
- Tui (Pob.)